# Mhairi Black
Mhairi Black (Paisley, 12 settembre 1994) è una politica scozzese.
È parlamentare SNP per il collegio di Paisley and Renfrewshire South dal 2015, quando ha sconfitto il ministro degli affari esteri ombra del Partito Laburista Douglas Alexander. È stata rieletta a giugno 2017.
Black è l'attuale Baby of the House come membro più giovane della Camera dei Comuni. Quando è stata eletta a maggio 2015, aveva 20 anni e 237 giorni, diventando così la più giovane deputata al Parlamento eletta alla Camera dei Comuni del Regno Unito almeno dal Reform Act del 1832, in sostituzione di James Dickson che aveva 21 anni e 67 giorni quando fu eletto nel 1880.

## Infanzia e visione
Nata a Paisley nel 1994, Black è stata educata alla Lourdes Secondary School, a Glasgow e all'Università di Glasgow, dove è stata premiata con il massimo dei voti in Politica e politiche pubbliche nel giugno 2015. Al momento della sua elezione, l'8 maggio 2015, non aveva ancora completato il suo corso di laurea, con un esame finale sulla politica scozzese ancora da sostenere.
Insieme ad altri deputati LGBT dello SNP, ha espresso il suo sostegno al matrimonio omosessuale prima del referendum in Irlanda. Alla domanda sulla sua decisione di fare coming out, ha risposto "non ci sono mai stata dentro" (gioco di parole dell'inglese in, opposto ad out).
Black si descrive come una "socialista tradizionale" che cita Tony Benn come il suo eroe politico di lunga durata. A livello politico si sente ispirata anche da Keir Hardie e Margo MacDonald.  Mhairi Black aveva solo due anni quando il suo avversario è salito al potere nel 1997 sotto Tony Blair e si è unita al SNP solo l'anno scorso. Secondo una ricerca di The Tablet condotta in base alle dichiarazioni dei membri del parlamento, Mhairi Black è di religione cattolica.
È supporter e detentrice del Partick Thistle. Suona il pianoforte, durante un'intervista di Jon Snow nella trasmissione di Channel 4 News del 18 settembre 2015, si è esibita con lui, suonando una colonna sonora del film Titanic.

## Carriera politica
Black è stata eletta membro del parlamento per Paisley e Renfrewshire South alle elezioni generali del 2015 mentre era ancora studentessa universitaria all'ultimo anno all'Università di Glasgow. La sconfitta di Douglas Alexander, deputato laburista e segretario agli Esteri del governo ombra, è stata descritta come inaspettata e come esempio di un crollo di popolarità per il partito laburista in Scozia alle elezioni del 2015.
Anche se è stata segnalata come la più giovane parlamentare da quando Christopher Monck, conte di Torrington, entrò nella Camera dei Comuni all'età di 13 anni, nel 1667, Monk fu seguito da altri adolescenti fino a quando la legge sulle elezioni parlamentari del 1695 ne stabilì 21 come età minima per la candidatura. Inoltre, fino alla riforma del 1832 le candidature dei deputati minorenni venivano raramente ritirate, con il visconte Jocelyn che aveva 18 anni quando venne eletto nelle elezioni generali del 1806. Da quando la legge sull'amministrazione elettorale del 2006 ha ridotto l'età della candidatura da 21 a 18 anni, Mhairi Black è la prima persona a essere eletta in base alle nuove disposizioni.

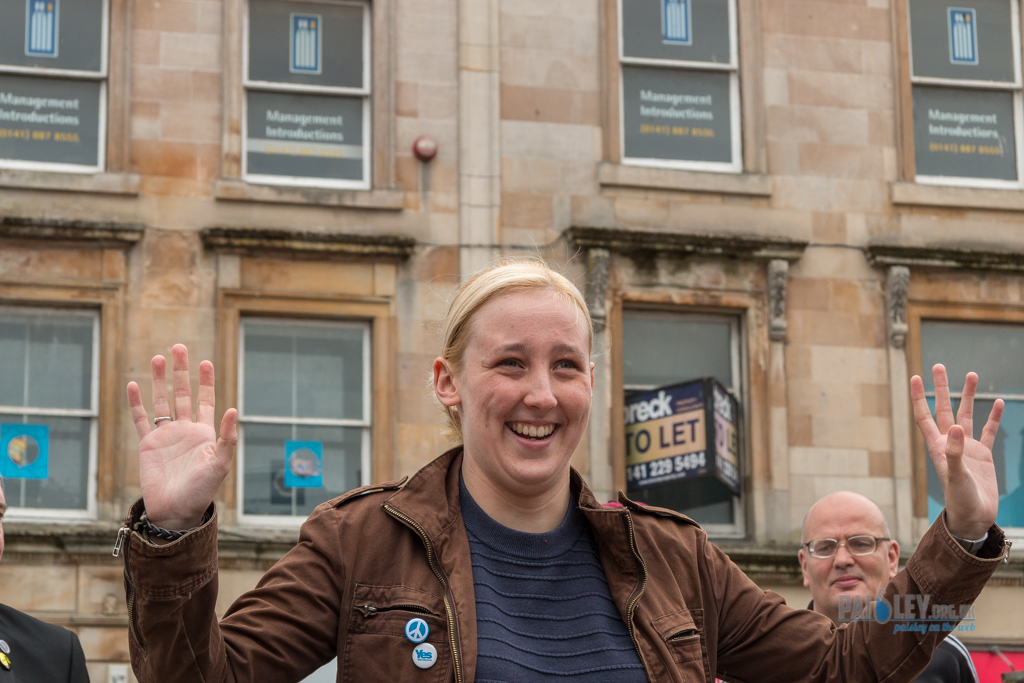
Black alla Campagna per la lotta al disarmo nucleare a Paisley Cross, 2016

Il 1º luglio 2015 è stato annunciato che Black era stata nominata nel comitato ristretto di lavoro e pensioni. Ha fatto il suo discorso inaugurale il 14 luglio 2015, movendo alcune critiche sull'approccio del governo alla disoccupazione nel suo collegio elettorale e al crescente bisogno di banche del cibo, affermando che "i banchi alimentari non fanno parte dello stato sociale, sono un simbolo che lo stato sociale stia fallendo". Black ha criticato il governo anche per i tagli ai sussidi per le abitazioni. Il suo discorso è stato elogiato dal leader del gruppo parlamentare del SNP, Angus Robertson, che lo ha descritto come "eccezionale, di principio e appassionato". Dopo che, nel giro di cinque giorni, il discorso è stato visualizzato oltre 10 milioni di volte sui vari media, Black si è resa consapevole della necessità da parte dei suoi elettori di un cambiamento della pensione statale e da allora ha appoggiato le donne contro la disuguaglianza pensionistica statale (WASPI) in diverse occasioni.
Black è una critica di lunga data di Westminster. Due mesi dopo la sua elezione, ha commentato che la pratica di far votare i parlamentari di persona, invece che per via elettronica, era "obsoleta e sprecata". Intervistata nel 2016 da Owen Jones, Black ha definito Westminster un "club dei vecchi ragazzi" e "così escluso dalla realtà", esprimendo preoccupazione per l'arroganza e il sessismo degli altri parlamentari.

Nel 2017, Black non ha tenuto in considerazione un secondo mandato nelle prossime elezioni generali sulla base del fatto che "si fa così poco". Nonostante ciò, Black ha deciso di presentarsi alle elezioni generali del 2017, essendo rieletta con una maggioranza molto minore rispetto alla precedente. Ha dichiarato alla BBC Scozia che è 
 Nel settembre 2017, Black è stata collocata dal commentatore Iain Dale al numero 77 tra "Le 100 persone più influenti a sinistra" - una caduta di 18 posizioni rispetto all'anno precedente, che Dale attribuiva al punto di vista che "il suo secondo anno in Parlamento è stato più tranquillo del suo primo".

## Visione
Black è stata fortemente critica nei confronti del governo rispetto alla Universal Credit, sostenendo che i ritardi nei pagamenti hanno gravi ripercussioni sui richiedenti e i prestiti devono essere restituiti in un secondo momento. Black ha affermato in Parlamento che il governo era come un "usuraio pio - eccetto che, invece di venire dalla tua porta principale, arriva alla tua salute mentale, al tuo benessere fisico, alla tua stabilità, al tuo senso di sicurezza - è questa l'esperienza di tutti i nostri elettori". Ha aggiunto che "affondare le persone nei debiti non incentiva il lavoro, costringendo le persone alla fame non si incentiva il lavoro, provocare ansia e angoscia e portare allo sfratto di alcune famiglie dalle loro case non incentiva il lavoro".